# سيرجيو كاميلو
سيرجيو كاميلو (مواليد 10 فبراير 2001) هو لاعب كرة قدم إسباني يلعب في مركز المهاجم في نادي رايو فايكانو.

## روابط خارجية
- سيرجيو كاميلو على موقع قاعدة بيانات كرة القدم.إي يو (الإنجليزية)
- سيرجيو كاميلو على موقع ليكيب (الفرنسية)
- سيرجيو كاميلو على موقع Soccerway.com (الإنجليزية)
- سيرجيو كاميلو على موقع عالم كرة القدم.نت (الإنجليزية)
- سيرجيو كاميلو على موقع AS.com (الإسبانية)